# صباح الساعدي
صباح جلوب حامي الساعدي وهو سياسي عراقي وعضو في البرلمان العراقي وشيخ شيعي ولد في سنة 1974 في البصرة في العراق ولديهِ شهادة بكلوريوس تربية رياضية في انتخابات 2010 حصلَ 12757 صوت في كتلة الائتلاف الوطني العراقي لكن بعد ذلك أَصبَحَ نائب مستقل، عُرَف الساعدي بكشفهِ العَديد من ملفات الفَساد منها كشفهِ فساد وزير التجارة السابق فلاح السوداني في صفقات البطاقة التموينية، كما أعلن أنهُ لم يصوت على قانون التقاعد الموحد الذي أقرهُ البرلمان بسبب وجود مادة الخدمة الجهادية فيه وألتي تُتيحُ للنواب والوزراء زيادة رواتبهم التقاعدية بشكل كبير، رشَحَ نفسهُ في انتخابات 2014 إلا أن المفوضية العليا المستقلة للانتخابات في العراق إستبعدتهُ من الانتخابات هو النائب عن التيار الصدري جواد الشهيلي فقال الساعدي بأن إستبعادهُ هوَ إستبعاد سياسي، كما أُتهم في سنة 2007 باغتصابهِ لِفتاة لكن تم تبريئه.